# Gerhard Henschel
Gerhard Henschel (* 28. April 1962 in Hannover) ist ein deutscher Schriftsteller und Übersetzer.

## Leben
Henschel wuchs in Hannover, Koblenz, Vallendar und Meppen auf. Nach dem Grundwehrdienst, den er 1982 in seinem Erstlingswerk Unterm Stahlhelm. Mein Bundeswehrtagebuch verarbeitete, und dem anschließenden Zivildienst studierte er Germanistik, Soziologie und Philosophie in Bielefeld, Berlin und Köln.
Seine ersten Texte erschienen Ende der achtziger Jahre in der von Michael Rutschky herausgegebenen Zeitschrift Der Alltag und dann auch in den Satiremagazinen Kowalski und Titanic, im Merkur, in konkret und in zahlreichen Tages- und Wochenzeitungen. Von 1993 bis 1995 gehörte er der Titanic-Redaktion an.
Seit 1992 hat Henschel Romane, Erzählungen und kulturhistorische Sachbücher veröffentlicht, aber auch Satiren, Polemiken und Grotesken. Mehrere seiner Bücher verfasste er gemeinsam mit Autoren, die der Neuen Frankfurter Schule zugerechnet werden oder ihr lose verbunden sind: Eckhard Henscheid, Wiglaf Droste, Günther Willen und Max Goldt. Auch die Illustratoren seiner Bücher – F.W. Bernstein, Eugen Egner, Ernst Kahl, Yvonne Kuschel, Wolfgang Herrndorf, Greser & Lenz – gehören diesem Umfeld an.
1999 rief Henschel gemeinsam mit Rayk Wieland in Hamburg die Veranstaltungsreihe Toter Salon ins Leben. Darin traten beide einmal monatlich mit wechselnden Gästen auf, zunächst im Hamburger Schauspielhaus und seit 2001 im Thalia Theater. 2009 trat Richard Kähler als Gastgeber die Nachfolge Rayk Wielands an. Zurzeit tagt der Tote Salon abwechselnd im Hamburger Literaturhaus und in der Spielstätte Uebel & Gefährlich.
Henschel lebt als freier Schriftsteller in Bad Bevensen. Er hat drei Kinder.

## Die Familienromane
2002 erschien Henschels Briefroman Die Liebenden, in dem er anhand schriftlicher Dokumente aus dem Nachlass seiner Eltern deren Lebensgeschichte erzählt. Nur die Namen sind geändert. Die Protagonisten heißen Ingeborg Lüttjes und  Richard Schlosser. Geschildert wird ihr Leben von den Kindertagen an über die schwierigen Nachkriegsjahre und den detailliert ausgebreiteten Alltag einer Mittelschichtsfamilie bis zur Zerrüttung der Ehe und dem Tod der beiden Eheleute.
In seinem 2004 veröffentlichten, autobiographischen Kindheitsroman schildert Henschel das Leben der Familie aus der Sicht seines Alter Ego, des Sohnes Martin Schlosser. Zu Beginn ist der Erzähler noch ein Kleinkind und am Ende dreizehn Jahre alt. Auf rund 500 Seiten schildert er seine Kindheit in Koblenz und Vallendar in Momentaufnahmen, die mit zunehmendem Alter seines literarischen Ichs allmählich komplexer werden. Neben Erlebnissen in Grundschule und Gymnasium, alterstypischen Jungenstreichen und Fußball spielen die Medien eine große Rolle, vor allem das Fernsehen: Martin lässt kaum eine der Serien aus, die damals im Nachmittags- und später auch im Abendprogramm liefen. Außerdem registriert er sehr genau den wachsenden Wohlstand der Familie und den Kummer der Eltern.
Den Kindheitsroman setzte Henschel mehrfach fort: 2009 folgte der Jugendroman, der in den Jahren von 1975 bis 1978 am neuen Wohnort der Familie Schlosser in Meppen im Emsland spielt. Martin kommt in die Pubertät, träumt von einer Karriere als Fußballstar und beginnt, sich für Literatur und Politik zu interessieren. Im Jahr 2010 veröffentlichte Henschel den Liebesroman: Martin, der mit seiner Familie weiterhin in Meppen lebt, schmachtet aus der Distanz eine Mitschülerin an und träumt von der großen Liebe. Sein Interesse an Fußball verblasst, und in der Oberstufe macht er als Redakteur der Schülerzeitung erste Erfahrungen als Autor.
Der Abenteuerroman von 2012 setzt 1980 ein: Martin, der endlich eine Freundin gefunden hat, macht sein Abitur und geht zunächst zur Bundeswehr. Nachträglich verweigert er aber den Wehrdienst und tritt seinen Zivildienst an, erst in Meppen, dann in Bielefeld, wo seine Freundin studiert. Der Bildungsroman (2014) und der Künstlerroman (2015) behandeln Martins Studentenzeit in Bielefeld und Berlin. 2017 folgte der Arbeiterroman, der sich um Schlossers Alltag als Nachwuchssatiriker in der oldenburgischen Provinz dreht. Im Erfolgsroman von 2018 beschreibt Henschel den beginnenden schriftstellerischen Erfolg; 2021 folgte der Schauerroman, 2024 der Schelmenroman.
Die Erzählweise der Martin-Schlosser-Reihe ist stark von Walter Kempowskis Deutscher Chronik, z. B. von „Tadellöser und Wolff“ beeinflusst. Henschel ist vertraut mit Kempowskis Werk und kannte den Schriftsteller seit 1984 persönlich, als er an einem Literaturseminar in dessen Haus Kreienhoop im niedersächsischen Nartum teilnahm. Er hat einige Male über ihn geschrieben, und ihm mit Da mal nachhaken. Näheres über Walter Kempowski 2009 ein eigenes Buch gewidmet. Nach Kempowskis Tod 2007 verfasste Henschel einen Nachruf für die taz.

## Andere erzählerische Werke
Gemeinsam mit Wiglaf Droste hat Henschel die satirischen Romane Der Barbier von Bebra (1996) und Der Mullah von Bullerbü (2000) verfasst. Darin lassen die Autoren Personen des öffentlichen Lebens auftreten und verwickeln sie in aberwitzige Situationen. Auszugsweise wurden beide Romane von der Tageszeitung (taz) vorabgedruckt. 1996 führte dies zu einem Boykottaufruf der Bundestagsabgeordneten Vera Lengsfeld, die zu dieser Zeit noch ein Mandat von Bündnis 90/Die Grünen innehatte. Ihr Aufruf löste eine längere Debatte über die Grenzen der Satire und der Pressefreiheit aus.
2005 erschien Henschels Roman Der dreizehnte Beatle. Darin ergreift ein Beatles-Fan die Gelegenheit, eine Zeitreise in das Jahr 1966 anzutreten und die erste Begegnung zwischen John Lennon und Yoko Ono zu verhindern.
In seinem ersten Kriminalroman, SoKo Heidefieber von 2020, persifliert Henschel das Genre des Regionalkrimis. Ein Serienkiller befördert darin die bestenfalls mittelmäßigen Verfasser solcher Krimis mit denselben grotesken Methoden ins Jenseits, die diese sich für ihre eigenen Romanfiguren ausgedacht haben. Weitere Krimi-Parodien folgten 2021 und 2022 mit SoKo Fussballfieber und Soko Börsenfieber. In den Nebenhandlungen aller drei Krimis treten auch ganz reale, mit Henschel befreundete Autoren als Romanfiguren auf:  Frank Schulz, Thomas Gsella, Rayk Wieland und Michael Ringel werden dabei in haarsträubende Abenteuer gestürzt.

## Sachbücher
Auf Ideen von Eckhard Henscheid gehen die Sachbücher Kulturgeschichte der Mißverständnisse und Jahrhundert der Obszönität zurück, an denen Henschel sich als Verfasser beteiligt hat. Letzteres ist ein Rückblick auf die „obszönsten“ Taten und Worte des 20. Jahrhunderts. In Neidgeschrei (2008) untersucht Henschel die pathologischen, seit dem Altertum bekannten Sexualphantasien der Judenfeinde. Der Sammelband Menetekel (2010) enthält Aufsätze über unterschiedliche Ausformungen der kulturpessimistischen Weltbetrachtung. Henschel verfasste Texte für Konkret, Junge Welt, in der er die Kolumne Reden ist Silber schreibt, taz und Frankfurter Allgemeine Sonntagszeitung. In Streitschriften wie Menschlich viel Fieses (1992), Das Blöken der Lämmer. Die Linke und der Kitsch (1994) und dem Gossenreport (2006) hat Henschel sich mit politischem Kitsch und mit der Macht der Bild-Zeitung auseinandergesetzt, die er als gravierendes „Kulturproblem“ beschreibt.

## Rechtsstreit mit Kai Diekmann

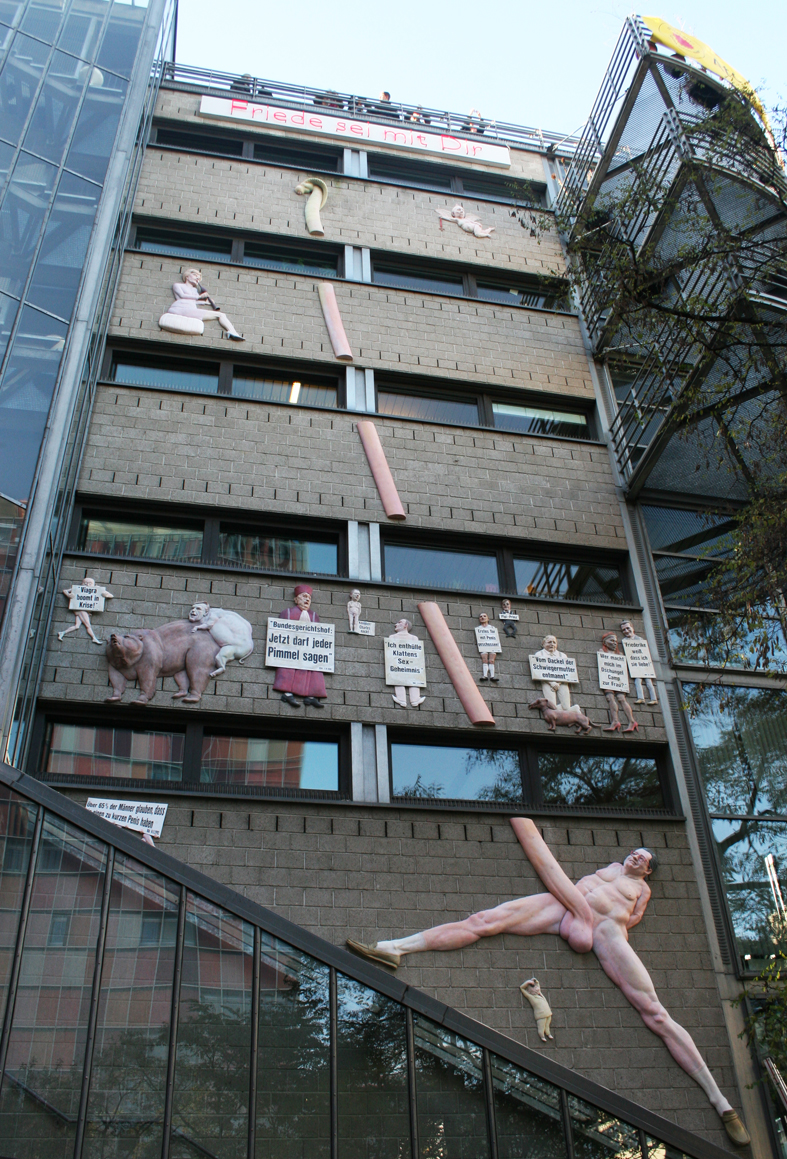
Friede sei mit Dir von Peter Lenk am Gebäude der taz (2009)

Folgenreich war in diesem Zusammenhang ein 2002 in der Tageszeitung (taz) erschienener Artikel Henschels. Zuvor hatte die Bild-Zeitung auf der ersten Seite einen Bericht über die Fehlgeburt der Frau des Schweizer Botschafters in Deutschland und dessen vermeintliche Seitensprünge mit der Schlagzeile aufgemacht: „Sex-Schock – Baby verloren – Sorge um Frau des Botschafters – Wird sie nie wieder glücklich?“ Daneben war ein großes Foto vom Gesicht dieser Frau zu sehen, das sie weinend zeigte.
Henschel reagierte darauf mit einer Satire, in der er unter der Überschrift „Sex-Schock – Penis kaputt?“ angeblich umlaufende Gerüchte über eine missglückte Penisverlängerungsoperation des Bild-Herausgebers Kai Diekmann erörterte. Daraufhin verklagte Diekmann die tageszeitung. Er forderte 30.000 Euro Schmerzensgeld.
Das Berliner Landgericht gelangte zwar zu der Auffassung, dass Henschels Satire Diekmanns Persönlichkeitsrecht verletze, und es untersagte deren weitere Verbreitung, doch es erkannte dem Kläger kein Schmerzensgeld zu. In der Urteilsbegründung hieß es: „Die Kammer hält dafür, dass derjenige, der – wie der Kläger – bewusst seinen wirtschaftlichen Vorteil aus der Persönlichkeitsrechtsverletzung anderer sucht, weniger schwer durch die Verletzung seines eigenen Persönlichkeitsrechtes belastet wird. Denn er hat sich mit Wissen und Wollen in das Geschäft der Persönlichkeitsrechtsverletzungen begeben und wird daher – nach allgemeinen Regeln menschlichen Zusammenlebens – davon ausgehen, dass diejenigen Maßstäbe, die er anderen gegenüber anlegt, auch für ihn selbst von Belang sind. Dies gilt vor allem dann, wenn, wie vorliegend, der Angriff auf ihn durch die eigene Rechtsverletzung motiviert ist. So knüpft der angegriffene Artikel an den persönlichkeitsrechtsverletzenden Journalismus an [...] und nimmt genau diesen Journalismus kritisch aufs Korn.“ Aus diesem Grunde stehe Diekmann kein Schmerzensgeld zu: „Vor allem aber spricht gegen das Bedürfnis für eine Geldentschädigung, dass der Kläger Chefredakteur der Bild-Zeitung ist.“
Nachdem die Chefredaktion der Bild-Zeitung eine BILD Volksbibel, eine BILD Gold Bibel und eine BILD Benedikt Bibel publiziert hatte – Letztere mit persönlichen Texten von Papst Benedikt XVI. –, verfasste Henschel eine Springer-Bibel (2008), in der er die Geschichte des Verlagshauses Springer nachzuzeichnen versuchte.
Als Reaktion auf den Rechtsstreit mit Diekmann schuf der Künstler Peter Lenk eine satirische Skulptur, die am 15. November 2009 an der Ostwand des taz-Verlagshauses (und damit in Richtung der Büros der gegenüberliegenden Bild-Zeitung im Axel-Springer-Hochhaus) angebracht wurde. Das sich über fünf Stockwerke spannende Kunstwerk mit dem Titel Friede sei mit Dir (auch Pimmel über Berlin genannt) zeigt als Hauptfigur Kai Diekmann mit einem überdimensionalen Penis.

## Übersetzungen
Gemeinsam mit Kathrin Passig hat Gerhard Henschel mehrere Bücher aus dem Englischen übersetzt, u. a. den ersten Band der Autobiographie von Bob Dylan (Chronicles, Volume One), die sich nach dem Urteil der Kritiker „auch in der Übersetzung wunderbar liest. Den Übersetzern ist es gelungen, der unangestrengten Sprechweise Bob Dylans auch im Deutschen einen natürlichen Sprachduktus zu verleihen.“ Passig und Henschel hätten „eine sehr überzeugende Arbeit geleistet“.

## Auszeichnungen
- 2012 Hannelore-Greve-Literaturpreis[33]
- 2013 Nicolas-Born-Preis[34]
- 2015 Georg-K.-Glaser-Preis[35]
- 2017 Ben-Witter-Preis, zusammen mit Gerhard Kromschröder, für ihr Buch Landvermessung. Durch die Lüneburger Heide von Arno Schmidt zu Walter Kempowski
- 2023 Kasseler Literaturpreis für grotesken Humor

## Trivia
- Henschels Onkel Johann Friedrich Henschel, ehemaliger Richter des Bundesverfassungsgerichts, erscheint als Rudolf „Rudi“ Schlosser in Die Liebenden und den Martin-Schlosser-Romanen.
- Im Comic Konversation im Donald-Duck-Auto (2008) von Katz & Goldt, in dem Stephan Katz ein Donald-Duck-Auto fährt und Max Goldt als Tick, Trick und Track hinten sitzt, wird Henschel als „literarische Rohkostraspel“ bezeichnet.[36]

## Werke
- Unterm Stahlhelm: mein Bundeswehrtagebuch. Ems-Kopp-Verlag, 1982, ISBN 3-922628-04-4
- Moselfahrten der Seele, Referate & Räuberpistolen. Weisser Stein, Greiz 1992, ISBN 3-928681-12-5.
- Menschlich viel Fieses. Stasis, Donalds, Dichter und Pastoren. Edition Tiamat, Berlin 1992, ISBN 3-923118-38-4.
- Das erwachende Selber. Eine Flaschenpost aus dem Wassermannzeitalter. Mit Zeichnungen von Yvonne Kuschel. Weisser Stein, Greiz 1993, ISBN 3-928681-15-X.
- Das Blöken der Lämmer. Die Linke und der Kitsch. Edition Tiamat, Berlin 1994, ISBN 3-923118-73-2.
- Die gnadenlose Jagd. Ein Kriminalroman. Illustriert von F.W. Bernstein. Mit einem Grußwort von Max Goldt und einem editorischen Nachwort von Nadja Felix. Weisser Stein, Greiz 1994, ISBN 3-928681-22-2.
- Das Wörterbuch des Gutmenschen. Zur Kritik der moralisch korrekten Schaumsprache. Edition Tiamat, Berlin 1994 (hrsg. zusammen Klaus Bittermann), ISBN 3-923118-98-8.
- Supersache! Lexikon des Fußballs. Weisser Stein, Greiz 1994 (zusammen mit Günther Willen), ISBN 3-928681-23-0.
- Falsche Freunde fürs Leben. Von Käuzen und keuschen Deutschen. Mit einem Gastbeitrag von Michael Rudolf. Edition Tiamat, Berlin 1995, ISBN 3-923118-29-5.
- Lesen ist Essen auf Rädern im Kopf. Elegante Geschichten. Weisser Stein, Greiz 1995, ISBN 3-928681-86-9.
- Frau in Zink. Manufactur-Druckerey Martin Schröder, Berlin 1996. (12 Künstlerpostkarten)
- Der Barbier von Bebra. Roman. Mit Zeichnungen von Ernst Kahl. Edition Nautilus, Hamburg 1996 (zusammen mit Wiglaf Droste), ISBN 3-89401-263-3.
- Drin oder Linie? Alles übers dritte Tor. Reclam, Leipzig 1996 (zusammen mit Günther Willen), ISBN 3-379-01550-4.
- Kulturgeschichte der Mißverständnisse. Studien zum Geistesleben. Reclam, Stuttgart 1997 (zusammen mit Eckhard Henscheid und Brigitte Kronauer), ISBN 3-15-010427-0.
- Der alte Friedensrichter und seine Urteile. Eine kriminelle Suite. Mit Zeichnungen von F.W. Bernstein. Haffmans, Zürich 1998.
- Bruno in tausend Nöten. Abenteuergeschichten. Mit Illustrationen von Wolfgang Herrndorf. Edition Nautilus, Hamburg 1998, ISBN 3-89401-286-2.
- Erntedankfäscht. Haffmans, Zürich 1998 (zusammen mit Max Goldt), ISBN 3-251-00389-5.
- Jahrhundert der Obszönität. Eine Bilanz. Alexander Fest Verlag, Berlin 2000 (zusammen mit Eckhard Henscheid), ISBN 3-8286-0057-3.
- Der Mullah von Bullerbü. Roman. Edition Nautilus, Hamburg 2000 (zusammen mit Wiglaf Droste), ISBN 3-89401-352-4.
- Wo ist die Urne von Roy Black? Schonungslose Reportagen. Rowohlt, Reinbek bei Hamburg 2000, ISBN 3-499-60887-1.
- Was wäre dir lieber? Lauter gute Fragen. Satzwerk, Göttingen 2001 (zusammen mit Alexandra Engelberts), ISBN 3-930333-40-6.
- Die Liebenden. Roman. Hoffmann und Campe, Hamburg 2002, ISBN 3-455-03170-6.
- Die wirrsten Grafiken der Welt. Mit einem Nachwort von Michael Rutschky. Hoffmann und Campe, Hamburg 2003, ISBN 3-455-09387-6.
- Der dreizehnte Beatle. Roman. Hoffmann und Campe, Hamburg 2005, ISBN 3-455-03172-2.
- Danksagung. Novelle. Bebildert von Alexandra Engelberts. Vandenhoeck & Ruprecht, Göttingen 2005, ISBN 3-89971-235-8.
- Gossenreport. Betriebsgeheimnisse der Bild-Zeitung. Mit einem Gastbeitrag von Herman L. Gremliza. Edition Tiamat, Berlin 2006, ISBN 3-89320-101-7.
- Die Springer-Bibel. Ein Panorama der Mediengeschichte. KVV konkret, Hamburg 2008, ISBN 978-3-930786-55-8.
- Neidgeschrei. Antisemitismus und Sexualität. Hoffmann und Campe, Hamburg 2008, ISBN 978-3-455-09497-8.
- Da mal nachhaken. Näheres über Walter Kempowski. Deutscher Taschenbuch Verlag, München 2009, ISBN 978-3-423-24708-5.
- Menetekel. 3000 Jahre Untergang des Abendlandes. Eichborn, Frankfurt am Main 2010, Reihe Die Andere Bibliothek, ISBN 978-3-8218-6210-1.
- Zungenbrecher. Hoffmann und Campe, Hamburg 2012, ISBN 978-3-455-40363-3.
- Beim Zwiebeln des Häuters: Glossen und Verrisse 1992–2012. Edition Tiamat, Berlin 2012. ISBN 978-3-89320-170-9.
- Harry Piel sitzt am Nil. Über Schmähkritik und Unflätigkeit im öffentlichen Raum. Edition Tiamat, Berlin 2016, ISBN 978-3-89320-213-3.
- mit Gerhard Kromschröder: Landvermessung. Durch die Lüneburger Heide von Arno Schmidt zu Walter Kempowski – Ein Wandertagebuch. Edition Temmen, Bremen 2016, ISBN 978-3-8378-5034-5.
- mit Gerhard Kromschröder: Laubengänge. Auf den Spuren von Wilhelm Busch durchs Weserbergland zum Harz. Ein Wandertagebuch. Edition Temmen, Bremen 2018, ISBN 978-3-8378-5035-2.
- mit Gerhard Kromschröder: Märchenwege. Auf den Spuren der Brüder Grimm durch den Vogelsberg und das hessische Bergland. Ein Wandertagebuch. Edition Temmen, Bremen 2019, ISBN 978-3-8378-5037-6
- Die Trump-Tagebücher. Hoffmann & Campe, Hamburg 2020, ISBN 978-3-455-01074-9 (erschienen unter „Anonymus“), zur Aufklärung siehe das Interview von Jürgen Wagner: „Er greint, heult, jammert.“ Das Geheimnis ist gelüftet. Gerhard Henschel ist der Autor der „Trump-Tagebücher“. In: Frankfurter Rundschau vom 29. Oktober 2021, S. 28.
- SoKo Heidefieber. Hoffmann und Campe, Hamburg 2020, ISBN 978-3-455-01063-3.
- SoKo Fußballfieber. Hoffmann und Campe, Hamburg 2021, ISBN 978-3-455-01062-6.
- SoKo Börsenfieber. Hoffmann und Campe, Hamburg 2022, ISBN 978-3-455-01466-2.
- Putins nutzlose Idioten. Hoffmann und Campe, Hamburg 2023, ISBN 978-3-455-01623-9.
- Grund dafür ist eine Verspätung aus vorheriger Fahrt: Satiren, Grotesken und Vermischtes aus fünf Jahrzehnten. Elsinor,  ISBN 978-3-942788-72-4.
- Mord auf Hohenhaus. Hoffmann und Campe, Hamburg 2024, ISBN 978-3-455-01863-9.

### Martin-Schlosser-Romane
- Kindheitsroman. Hoffmann und Campe, Hamburg 2004, ISBN 3-455-03171-4.
- Jugendroman. Hoffmann und Campe, Hamburg 2009, ISBN 978-3-455-40041-0.
- Liebesroman. Hoffmann und Campe, Hamburg 2010, ISBN 978-3-455-40287-2.
- Abenteuerroman. Hoffmann und Campe, Hamburg 2012, ISBN 978-3-455-40361-9.
- Bildungsroman. Hoffmann und Campe, Hamburg 2014, ISBN 978-3-455-40450-0.
- Künstlerroman. Hoffmann und Campe, Hamburg 2015, ISBN 978-3-455-40498-2.
- Arbeiterroman. Hoffmann und Campe, Hamburg 2017, ISBN 978-3-455-40575-0.
- Erfolgsroman. Hoffmann und Campe, Hamburg 2018, ISBN 978-3-455-00377-2.
- Schauerroman. Hoffmann und Campe, Hamburg 2021, ISBN 978-3-455-01199-9.
- Schelmenroman. Hoffmann und Campe, Hamburg 2024, ISBN 978-3-455-01664-2.
- Frauenroman. Hoffmann und Campe, Hamburg 2024, ISBN 978-3-455-01835-6.

### Übersetzungen
mit Kathrin Passig
- Jacob Weisberg: Voll daneben, Mr. President! Wahre Worte von George W. Bush. Rowohlt, Reinbek bei Hamburg 2003, ISBN 3-499-61619-X.
- Jacob Weisberg: Schon wieder voll daneben, Mr. President! Noch mehr wahre Worte von George W. Bush. Rowohlt, Reinbek bei Hamburg 2003, ISBN 3-499-61661-0.
- Bob Dylan: Chronicles, Volume One. Hoffmann und Campe, Hamburg 2004, ISBN 3-455-09385-X.
- Robert Santelli: The Bob Dylan Scrapbook. 1956–1966. Hoffmann und Campe, Hamburg 2005, ISBN 3-455-09506-2.

mit Thomas Melle
- Ben Marcus: An Land gehen, Hoffmann und Campe, Hamburg 2013, ISBN 978-3-455-40336-7.